# Oduponkpehe
Oduponkpehe es una ciudad de la región Central de Ghana. En septiembre de 2010 tenía una población censada de 69 384 habitantes.
Se encuentra ubicada al sur del país, cerca de la costa del golfo de Guinea, al sur de la meseta de Kwahu, al suroeste del lago Volta y al oeste de Acra, la capital de Ghana. 